# 神城駅
神城駅（かみしろえき）は、長野県北安曇郡白馬村大字神城飯田にある、東日本旅客鉄道（JR東日本）大糸線の駅である。駅番号は「15」。

## 歴史

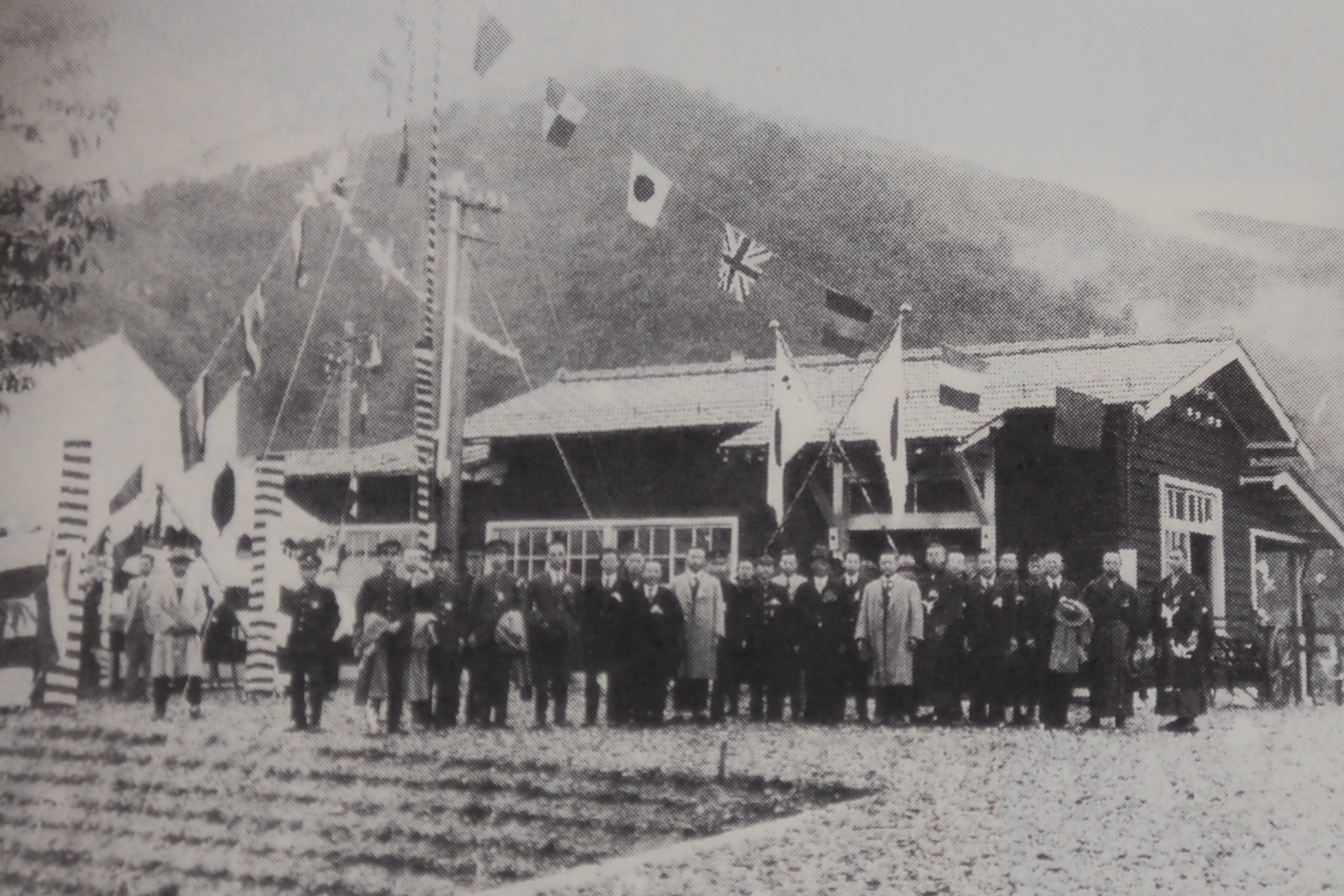
神城駅での開業セレモニー（1930年10月）

- 1930年（昭和5年）10月25日：国鉄大糸南線の簗場駅 - 当駅間が開通し、開業[3]。旅客・貨物の取り扱いを開始。
- 1932年（昭和7年）11月20日：当駅 - 信濃森上駅間が開通[3]。
- 1957年（昭和32年）8月15日：中土駅 - 小滝駅間が開通して全線開通し、大糸線と改称[3]。
- 1959年（昭和34年）7月17日：信濃大町駅 - 信濃四ッ谷駅（現・白馬駅）間を電化[4]。
- 1978年（昭和53年）9月22日：貨物の取り扱いを廃止[2][5]。
- 1982年（昭和57年）：駅前広場を整備[6]。
- 1983年（昭和58年）3月25日：荷物の扱いを廃止し[新聞 1]、駅員無配置駅となる[新聞 2]。簡易委託化[7]。
- 1987年（昭和62年）4月1日：国鉄分割民営化に伴い、東日本旅客鉄道（JR東日本）の駅となる[8]。
- 1997年（平成9年）12月12日：鉄骨2階建ての2代目駅舎に改築[新聞 3]。
- 2014年（平成26年）
  - 11月22日：長野県神城断層地震により、信濃大町駅 - 糸魚川駅間を23日まで運休[新聞 4]。
  - 11月25日：信濃大町駅 - 白馬駅間の運転を再開[新聞 5]。
  - 12月7日：白馬駅 - 南小谷駅間の運転を再開し、大糸線の全線が復旧[新聞 6]。

## 駅構造
単式ホーム1面1線と島式ホーム1面2線、2面3線のホームを持つ地上駅である。互いのホームは跨線橋で連絡している。ホームの長さが7両分しかないため、当駅にかつて停車していた9両編成の特急「あずさ」は両端の3・11号車はドアカットしていた。山側の1線は飯森駅方面からしか発着できず架線もないため、もっぱら保線車両や除雪車両の留置に使われる。
現在の駅舎は地元住民や企業が建設費を捻出して建設された鉄骨造2階建ての山小屋風のものである。
白馬駅管理の簡易委託駅で、業務は白馬五竜観光協会に委託されている。

### のりば
| ホーム | 路線    | 方向 | 行先       |
| ------ | ------- | ---- | ---------- |
| 駅舎側 | ■大糸線 | 上り | 松本方面   |
| 反対側 | ■大糸線 | 下り | 南小谷方面 |

※案内上ののりば番号は設定されていない。

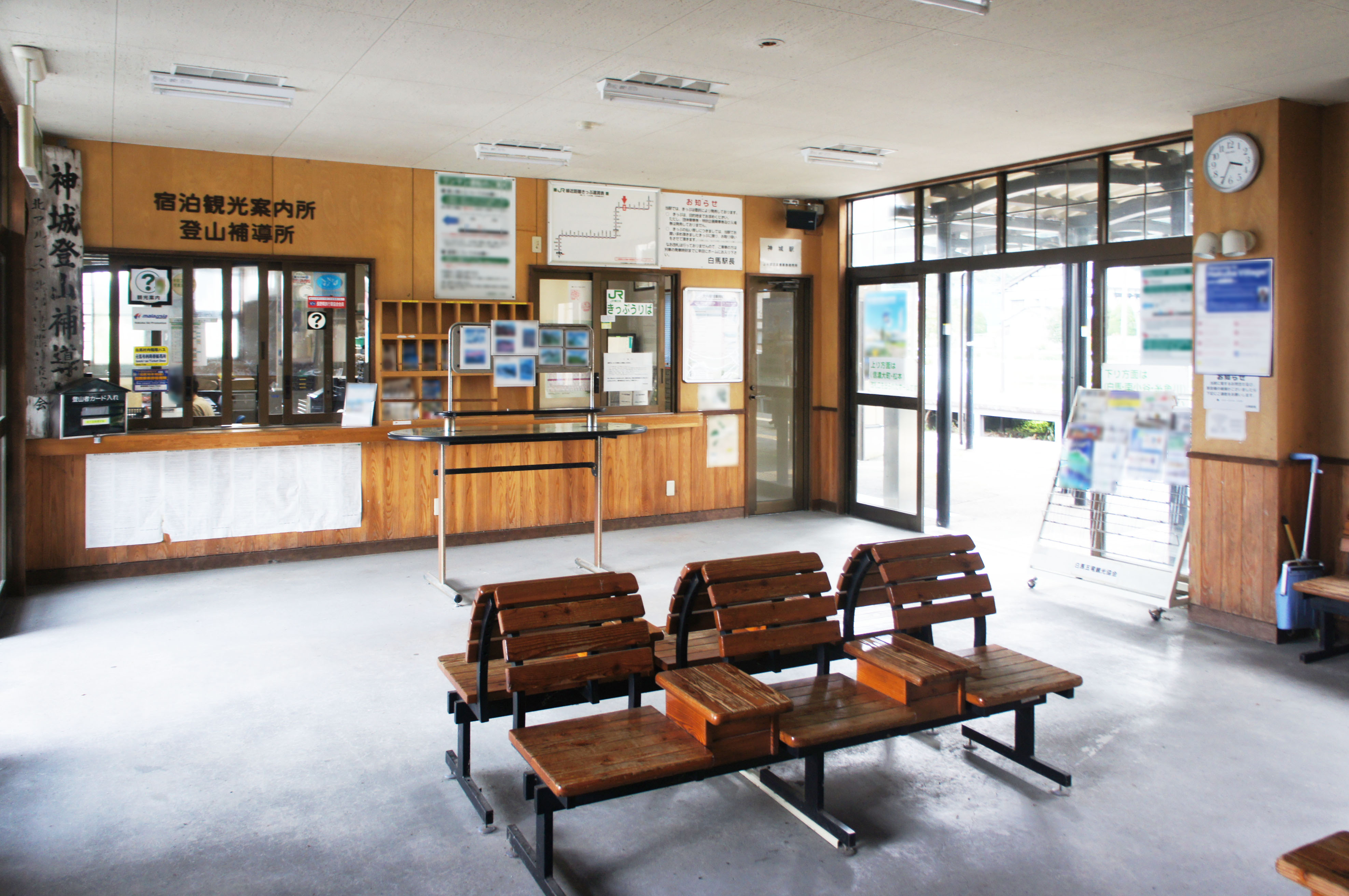
待合室（2021年8月）
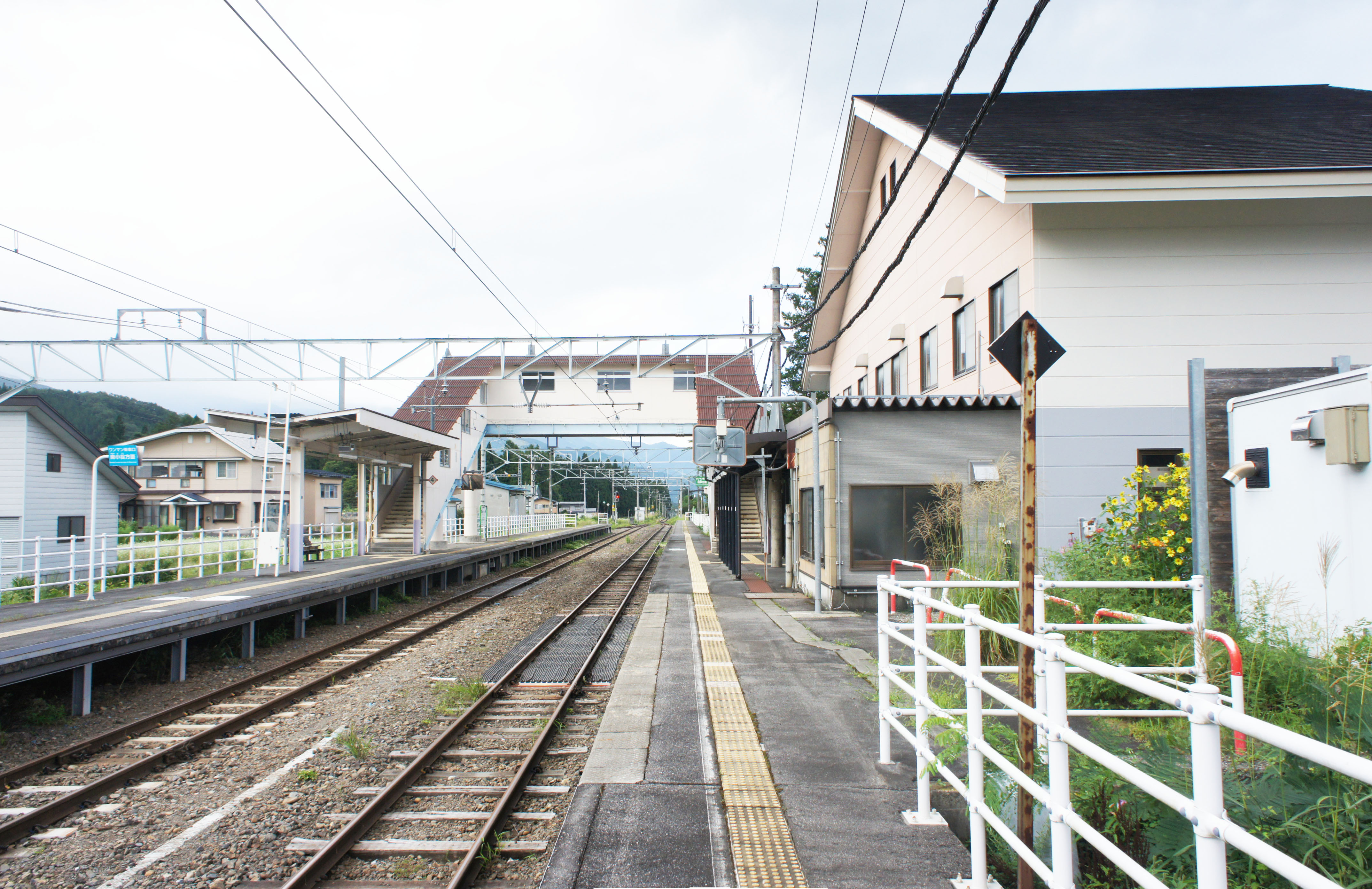
ホーム（2021年8月）

## 利用状況
JR東日本によると、2023年度（令和5年度）の1日平均乗車人員は33人である。
2000年度（平成12年度）以降の推移は以下のとおりである。
| 1日平均乗車人員推移 | 1日平均乗車人員推移 | 1日平均乗車人員推移 | 1日平均乗車人員推移 | 1日平均乗車人員推移 |
| 年度                | 定期外              | 定期                | 合計                | 出典                |
| ------------------- | ------------------- | ------------------- | ------------------- | ------------------- |
| 2000年（平成12年）  |                     |                     | 100                 | [ 利用客数 2 ]      |
| 2001年（平成13年）  |                     |                     | 91                  | [ 利用客数 3 ]      |
| 2002年（平成14年）  |                     |                     | 84                  | [ 利用客数 4 ]      |
| 2003年（平成15年）  |                     |                     | 89                  | [ 利用客数 5 ]      |
| 2004年（平成16年）  |                     |                     | 81                  | [ 利用客数 6 ]      |
| 2005年（平成17年）  |                     |                     | 82                  | [ 利用客数 7 ]      |
| 2006年（平成18年）  |                     |                     | 73                  | [ 利用客数 8 ]      |
| 2007年（平成19年）  |                     |                     | 73                  | [ 利用客数 9 ]      |
| 2008年（平成20年）  |                     |                     | 68                  | [ 利用客数 10 ]     |
| 2009年（平成21年）  |                     |                     | 63                  | [ 利用客数 11 ]     |
| 2010年（平成22年）  |                     |                     | 56                  | [ 利用客数 12 ]     |
| 2011年（平成23年）  |                     |                     | 58                  | [ 利用客数 13 ]     |
| 2012年（平成24年）  | 22                  | 35                  | 58                  | [ 利用客数 14 ]     |
| 2013年（平成25年）  | 21                  | 32                  | 54                  | [ 利用客数 15 ]     |
| 2014年（平成26年）  | 20                  | 27                  | 48                  | [ 利用客数 16 ]     |
| 2015年（平成27年）  | 22                  | 26                  | 48                  | [ 利用客数 17 ]     |
| 2016年（平成28年）  | 20                  | 26                  | 46                  | [ 利用客数 18 ]     |
| 2017年（平成29年）  | 16                  | 20                  | 37                  | [ 利用客数 19 ]     |
| 2018年（平成30年）  | 16                  | 23                  | 40                  | [ 利用客数 20 ]     |
| 2019年（令和元年）  | 15                  | 24                  | 40                  | [ 利用客数 21 ]     |
| 2020年（令和02年）  | 6                   | 30                  | 36                  | [ 利用客数 22 ]     |
| 2021年（令和03年）  | 9                   | 22                  | 31                  | [ 利用客数 23 ]     |
| 2022年（令和04年）  | 13                  | 19                  | 33                  | [ 利用客数 24 ]     |
| 2023年（令和05年）  | 16                  | 16                  | 33                  | [ 利用客数 1 ]      |

## 駅周辺
住宅がやや多い。
- 国道148号
- 飯田明神社
- 姫川
- 道の駅白馬[1]
- 白馬五竜スキー場[1]

## バス路線
神城駅前
- 南安タクシー
  - 信州まつもと空港 ※予約制[10]

白馬五竜
- 京王バス東・アルピコ交通・アルピコ交通東京
  - 中央高速バス「新宿 - 安曇野・白馬線」：バスタ新宿（新宿駅）
- アルピコ交通東京
  - 白馬 - 成田空港線：成田国際空港 ※冬季運行
- アルピコ交通東京・羽田京急バス
  - 白馬 - 羽田空港線：羽田空港 ※冬季運行
- アルピコ交通
  - 東京 - 白馬線（白馬スノーマジック号）：東京駅日本橋口 ※冬季運行
  - 大阪・京都 - 白馬線：阪急三番街高速バスターミナル ※季節運行
  - 長野 - 白馬線：長野駅東口
  - 松本 - 白馬線（白馬スノーマジック号）：松本バスターミナル ※冬季運行

## 隣の駅
東日本旅客鉄道（JR東日本）
■大糸線
快速
簗場駅 (18) - 神城駅 (15)  - 白馬駅 (13)
普通
南神城駅 (16) - 神城駅 (15)  - 飯森駅 (14)

### 記事本文

#### 報道発表資料
1. 1 2  『大糸線に「駅ナンバー」を導入します』（PDF）（プレスリリース）東日本旅客鉄道長野支社、2016年12月7日。オリジナルの2016年12月8日時点におけるアーカイブ。2016年12月8日閲覧。

#### 新聞記事
1. ↑  「日本国有鉄道公示第242号」『官報』第16840号1983年3月24日。
2. ↑  「「通報」●大糸線島内駅ほか8駅の駅員無配置について（旅客局）」『鉄道公報』日本国有鉄道総裁室文書課、1983年3月24日、2面。
3. 1 2  「山小屋風の新駅舎に JR大糸線神城駅 2階に多目的ホール」『交通新聞』交通新聞社、1997年12月22日、3面。
4. ↑  “41人けが、全壊34棟 長野北部地震、余震70回に”. 中日新聞 (中日新聞社). (2014年11月24日)
5. ↑  “長靴姿で登校、大糸線が一部再開 県神城断層地震”. 中日新聞 (中日新聞社). (2014年11月26日)
6. ↑  “JR大糸線、全線復旧 15日ぶり、高校生ら歓迎” 信濃毎日新聞 (信濃毎日新聞社). (2014年12月8日)

### 利用状況
1. 1 2  各駅の乗車人員（2023年度） - 東日本旅客鉄道
2. ↑  各駅の乗車人員（2000年度） - 東日本旅客鉄道
3. ↑  各駅の乗車人員（2001年度） - 東日本旅客鉄道
4. ↑  各駅の乗車人員（2002年度） - 東日本旅客鉄道
5. ↑  各駅の乗車人員（2003年度） - 東日本旅客鉄道
6. ↑  各駅の乗車人員（2004年度） - 東日本旅客鉄道
7. ↑  各駅の乗車人員（2005年度） - 東日本旅客鉄道
8. ↑  各駅の乗車人員（2006年度） - 東日本旅客鉄道
9. ↑  各駅の乗車人員（2007年度） - 東日本旅客鉄道
10. ↑  各駅の乗車人員（2008年度） - 東日本旅客鉄道
11. ↑  各駅の乗車人員（2009年度） - 東日本旅客鉄道
12. ↑  各駅の乗車人員（2010年度） - 東日本旅客鉄道
13. ↑  各駅の乗車人員（2011年度） - 東日本旅客鉄道
14. ↑  各駅の乗車人員（2012年度） - 東日本旅客鉄道
15. ↑  各駅の乗車人員（2013年度） - 東日本旅客鉄道
16. ↑  各駅の乗車人員（2014年度） - 東日本旅客鉄道
17. ↑  各駅の乗車人員（2015年度） - 東日本旅客鉄道
18. ↑  各駅の乗車人員（2016年度） - 東日本旅客鉄道
19. ↑  各駅の乗車人員（2017年度） - 東日本旅客鉄道
20. ↑  各駅の乗車人員（2018年度） - 東日本旅客鉄道
21. ↑  各駅の乗車人員（2019年度） - 東日本旅客鉄道
22. ↑  各駅の乗車人員（2020年度） - 東日本旅客鉄道
23. ↑  各駅の乗車人員（2021年度） - 東日本旅客鉄道
24. ↑  各駅の乗車人員（2022年度） - 東日本旅客鉄道